# Akház júdai király
Akház, más írásmóddal Ácház, Áház (héberül: אָחָז / ʼĀḥāz ['szilárdan megtartatik'], görögül: Ἄχαζ [Akhaz], latinul: Achaz), (Kr. e. 752 k. – Kr. e. 716) Júda társkirálya Kr. e. 736-tól, 12. királya Kr. e. 732-től haláláig. Uralkodása alatt az ősi kánaáni isteneket pártfogolta.
Jótám király fiaként született, és édesapja halála után örökölte a trónt. Izrael és Szíria rá akarta venni egy Asszíria elleni koalícióra, s mivel Akház ettől vonakodott, az izraeli Péka és a szíria Récin háborúval szorongatta. Ézsaiás intelmei ellenére, aki az Úr segítségét ígérte neki, Akház Molochnak áldozta fiát, majd a Templom kincsei árán megnyerte az asszír uralkodó, III. Tukulti-apil-ésarra támogatását. Ezzel a közvetlen veszélyt ugyan elhárította, de az országot asszír függőségbe taszította, és új kegyura kedvéért idegen elemeket vezetett be a templomi kultuszba. Uralkodása alatt működött Mikeás próféta is.

„2. [...] nem azt cselekedé, a mi az Úrnak, az ő Istenének tetszett volna, a mint Dávid, az ő atyja,
3. Hanem az Izrael királyainak útjukon járt, még az ő fiát is átvitte a tűzön, a pogányok utálatosságai szerint, a kiket az Úr az Izrael fiai előtt kiűzött volt.
4. És ott áldozott és tömjénezett a magaslatokon és a halmokon és minden zöld fa alatt.”

– 2Kir, 16:2–4, px